# Folgosinho
Folgosinho ist eine Gemeinde (Freguesia) im portugiesischen Kreis Gouveia. In ihr leben 442 Einwohner (Stand 19. April 2021).

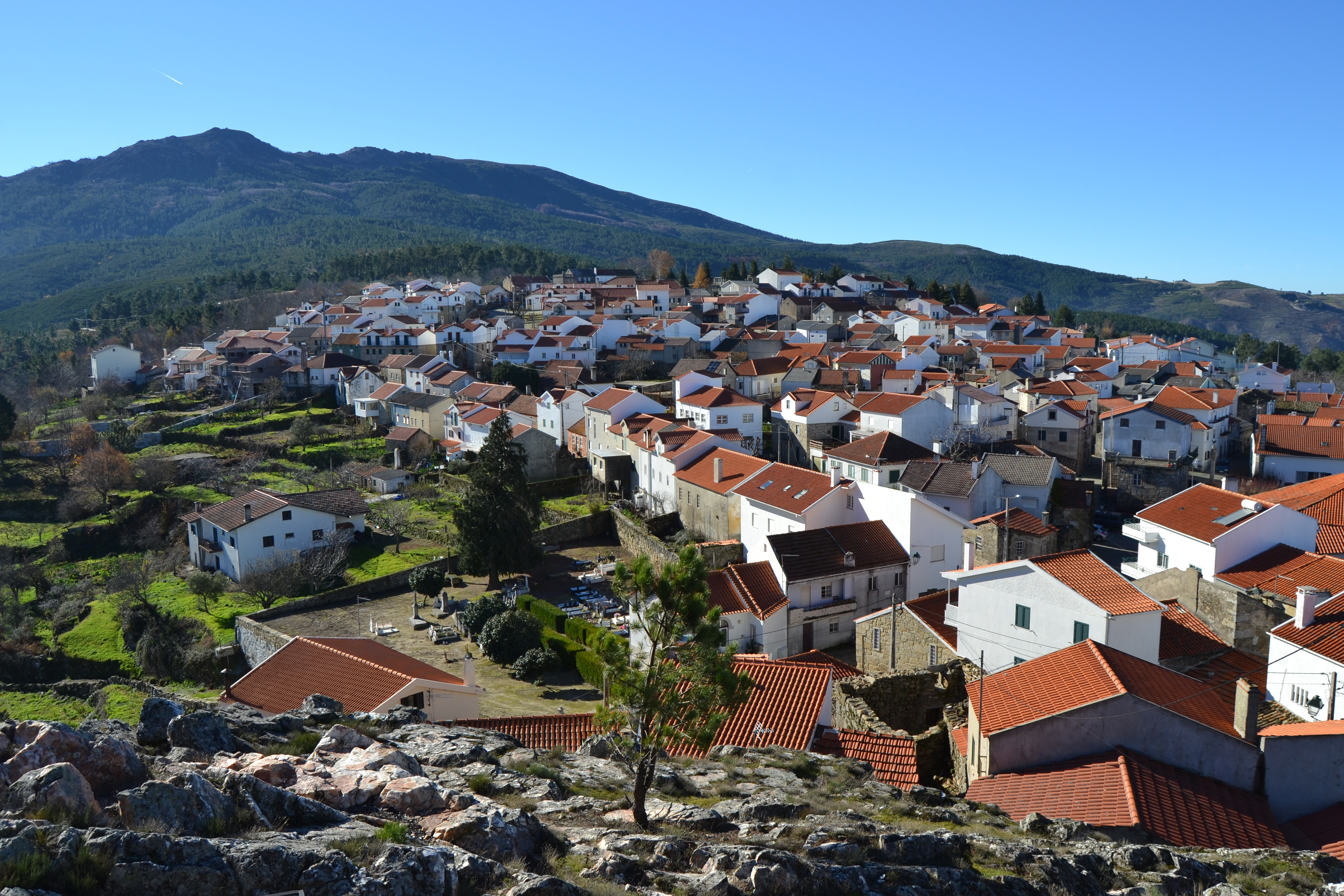
Blick auf Folgosinho

## Geografie
Sie liegt auf einer Höhe von 933 Metern, inmitten der Serra da Estrela, des höchsten Gebirges Kontinental-Portugals. Folgosinho ist 11 km von der Kreisstadt Gouveia, und 45 km von der Distrikthauptstadt Guarda entfernt.

## Geschichte
Vermutlich zwischen zwei keltiberischen Castros (dt.: Wallburgen) entstanden, erhielt der Ort 1187 erstmals Stadtrechte (Foral), durch König Sancho I. Als Teil der Verteidigungslinien zuerst gegen die Mauren und danach gegen die Kastilier war der Ort lange von Bedeutung. Nach abgeschlossener Reconquista und Konsolidierung des Königreichs Portugal verlor Folgosinho dann zunehmend seine Stellung. 
1512 erneuerte König Manuel I. die Stadtrechte. Bis 1836 war Folgosinho Sitz eines eigenständigen Kreises (Concelho) und gehört seither zum Kreis Gouveia. Die weitgehende Isolierung des Ortes wurde 1914 gemildert, als die Nationalstraße gebaut wurde, die den Ort an die Gemeinde Nabais und das regionale Straßennetz anschloss. Landesweite Bekanntheit erhielt die Gemeinde ab 2006 durch den Film Ainda Há Pastores?, der im Gemeindegebiet gedreht wurde.

## Kultur, Sport und Sehenswürdigkeiten

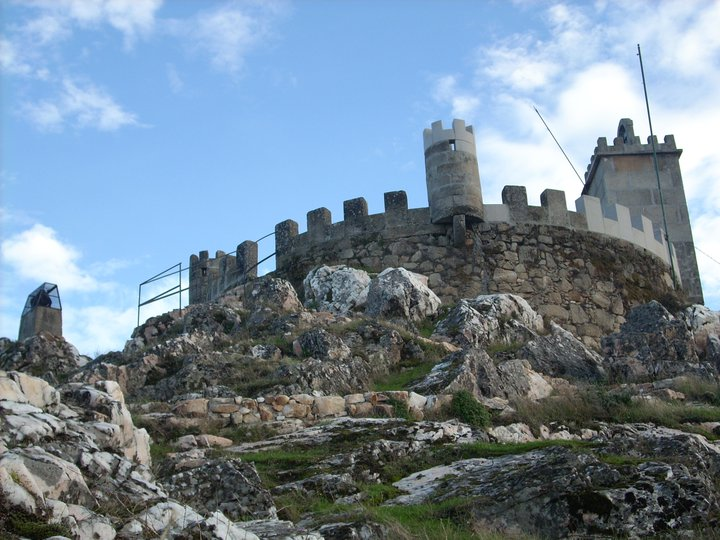
Die Burg von Folgosinho (Teilansicht)

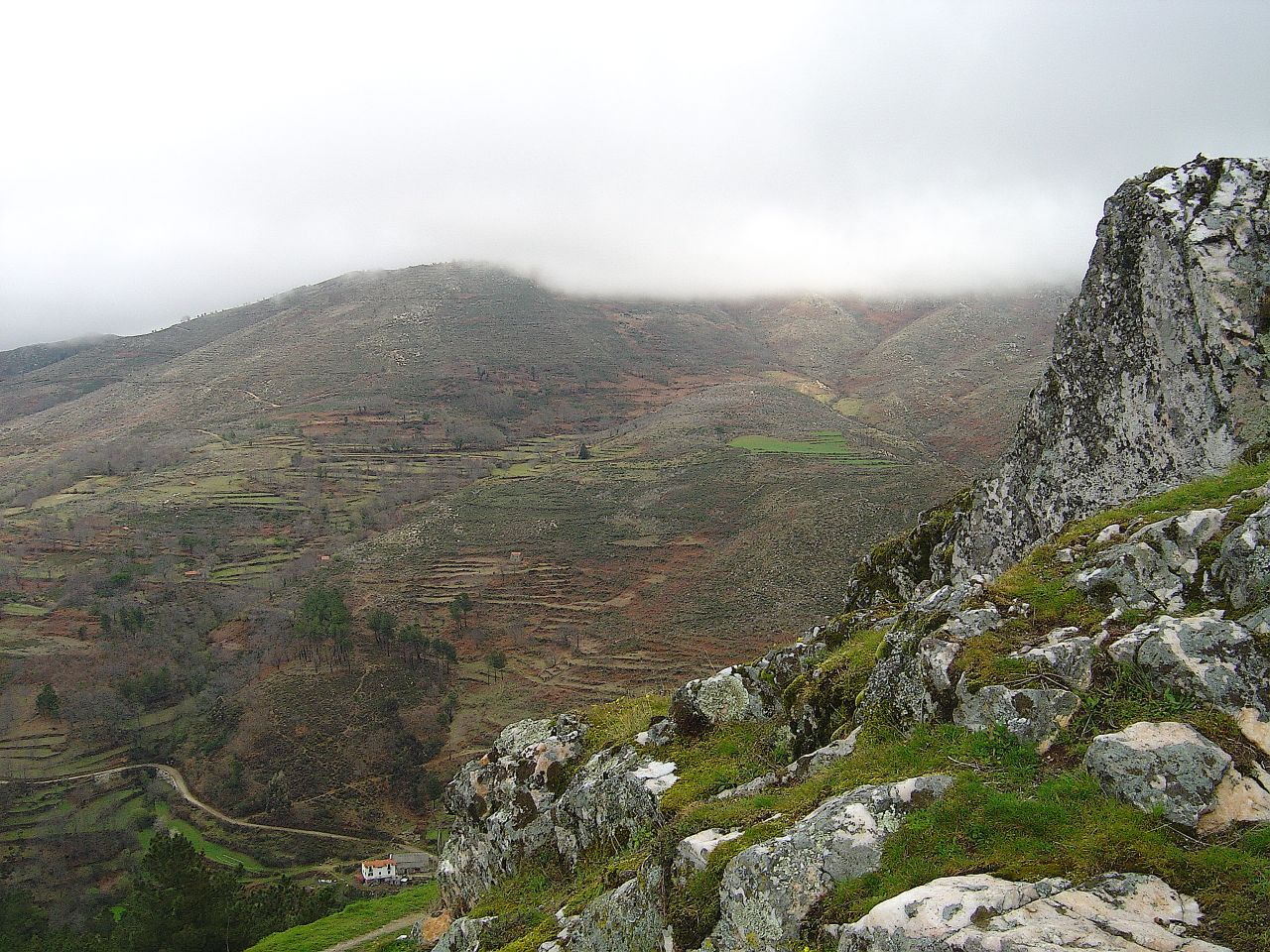
Berghügel im Umland von Folgosinho

Unter den 14 denkmalgeschützten Bauwerken sind neben verschiedenen Kirchen, Brunnen und Mühlen insbesondere die Burg aus dem 12. Jahrhundert und der historische Ortskern zu nennen. Auch ein Denkmal für den Lusitanier-Anführer Viriathus (port. Viriato) befindet sich hier.
Wanderwege durchziehen das Umland, das im weiteren Gebiet des Naturparks Serra da Estrela und der Quelle des Mondegos liegt und von Mischwald und Wasserläufen gekennzeichnet ist. Insbesondere der zu den kleineren Routen (Pequena Rota, PR) gehörende Wanderweg Rota dos Galhardos (PR 1) ist hier zu nennen, der sich an zwei hier verlaufenden römischen Fußwegen orientiert. Größere Routen (Grande Rota, GR) kreuzen die PR 1, etwa die GR 22 der Inatel, ein Wanderweg entlang der historischen Dörfer.
In der Gemeinde sind verschiedene Sportvereine, Volkstanz-Gruppen, die Freiwillige Feuerwehr Folgosinho und eine Vereinigung der Jäger und Angler aktiv. Das lokale Kunsthandwerk bietet u. a. traditionelle Umhänge, Hüte und Westen der Schäfer aus Wolle. Auch die lokalen Käsesorten sind bekannt.

## Verwaltung
Folgosinho ist Sitz einer gleichnamigen Gemeinde. Die Nachbargemeinden sind (im Uhrzeigersinn im Norden beginnend): Melo, Vila Cortês da Serra, Freixo da Serra, Figueiró da Serra, Linhares, Videmonte, Vale de Amoreira, Famalicão, Valhelhas, Sameiro, Manteigas, Gouveia, São Paio und Nabais.
In der Gemeinde liegen eine Reihe Güter und Ortschaften, darunter:
- Barrocal
- Casais de Folgosinho
- Casal do Mondego
- Casal de S. Pedro
- Casal da Feiteira
- Covão da Ponte
- Covão de Santa Maria
- Portela de Folgosinho
- Quinta do Mondego de Baixo.

## Wirtschaft
In der für sich bereits als strukturschwach geltenden Region der Serra da Estrela liegt Folgosinho abgelegen von den wenigen wirtschaftlich dynamischen Zentren der Region. Abwanderung kennzeichnet die demografische Entwicklung des Ortes daher noch stärker, als dies in der Region ohnehin der Fall ist. Gleichzeitig kann die Gemeinde dadurch eine nahezu intakte Umwelt vorweisen.
Neben sozialen und öffentlichen Einrichtungen, existieren hier Bankfilialen, verschiedene Betriebe des Einzelhandels und der Gastronomie. Neben der Landwirtschaft (Getreide, Viehwirtschaft, Forstwirtschaft, Honig) hat der Fremdenverkehr an Bedeutung gewonnen, nicht zuletzt durch den öffentlichkeitswirksamen Erfolg des Filmes Ainda Há Pastores? (dt.: Gibt es noch Schäfer?) des Regisseurs Jorge Pelicano 2006. Hier ist besonders der Turismo rural zu nennen, der Freunde naturnahen Wander- und Erholungsurlaubes anzieht.